# Armand Léon von Ardenne
Armand Léon Baron von Ardenne (26 tháng 8 năm 1848 tại Leipzig – 20 tháng 5 năm 1919 tại Groß-Lichterfelde) là một Trung tướng và nhà sử học quân sự Phổ, người gốc Bỉ. Ông đã từng tham chiến trong các cuộc Chiến tranh Áo-Phổ (1866), Chến tranh Pháp-Đức (1870 – 1871), và viết sách dưới bút danh Bernays. Von Ardennelà là hình mẫu cho nhân vật hư cấu Nam tước Geert von Innstetten trong tác phẩm Effi Briest của văn hào Fontane.

## Tiểu sử
Von Ardenne sinh vào tháng 8 năm 1848, là con trai của Louis Célestin Prosper von Ardenne, Tổng lãnh sự Bỉ tại Sachsen. Ông được xem là có năng khiếu âm nhạc (chơi đàn dương cầm) và học tại trường nhân văn Thomas ở Leipzig cho đến năm 1866. Do đam mê quân sự, ông đã tham gia cuộc Chiến tranh Bảy tuần chống Áo vào năm 1866. Sau đó, trong cuộc Chiến tranh Pháp-Đức (1870 – 1871), ông bị thương do trúng đạn và được tặng thưởng Huân chương Thập tự Sắt hạng II. Kể từ năm 1871 cho đến năm 1875, ông học tại Học viện Quân sự (Kriegsakademie) ở kinh đô Berlin. Trong thời gian đó, vào ngày 9 tháng 10 năm 1873, theo Chỉ dụ Tối cao của Triều đình Phổ, ông được phong hàm Nam tước (Baron). Viên Thiếu úy Von Ardenne, phục vụ trong Trung đoàn Khinh kỵ binh số 3 "von Zieten" trứ danh (đóng quân tại Rathenow) từ năm 1866 cho đến năm 1875, đã hứa hôn với Elisabeth von Plotho, nhũ danh Edle und Freiin von Plotho-Zerben, con gái của điền chủ Felix von Plotho vào ngày 7 tháng 2 năm 1871 tại Stechow. Trước đây, von Plotho vốn không mấy ưa thích Von Ardenne và bà từng từ chối lời cầu hôn đầu tiên của ông; tuy nhiên Plotho đã thay đổi quan điểm của mình trong cuộc Chiến tranh Pháp-Đức. Hai năm sau đó, hai người thành hôn với nhau vào ngày 1 tháng 1 năm 1873 ở Zerben, khi ông 24 tuổi và bà 19 tuổi. Đôi vợ chồng chuyển đến sống ở Lützow gần Thảo cầm viên ở Berlin, nơi ông làm việc với cấp hàm Đại úy của Bộ Tổng tham mưu kể từ năm 1875. Họ có với nhau ba người con.
Vào năm 1879, ông được đổi làm sĩ quan phụ tá và Chỉ huy trưởng Lữ đoàn Kỵ binh gần Metz vào năm 1881, ông được phong chức Trưởng quan kỵ binh và điều đi làm đội trưởng kỵ binh (Eskadronchef) trong Trung đoàn Khinh kỵ binh số 11 (Westfalen số 2) tại Düsseldorf. Tại đây, đôi vợ chồng sống ở Lâu đài Benrath. Vào ngày 1 tháng 10 năm 1884, von Ardenne được ủy nhiệm làm sĩ quan phụ tá của Bộ trưởng Chiến tranh Paul Bronsart von Schellendorff và là phát ngôn viên của Bộ Chiến tranh Phổ ở kinh đô Berlin. Vào tháng 11 năm 1886, một vụ việc xảy ra khi mối tình giữa vợ ông, Elisabeth von Plotho, với viên thẩm phán Emil Hartwich bị phát giác khi Von Ardenne phát hiện những bức thư giữa hai người. Plotho vốn đã yêu Hartwich ngay từ khi Ardenne đóng quân ở Düsseldorf và mối tình này kéo dài sau khi Ardenne trở về Berlin. Plotho cũng từng lên kế hoạch ly hôn Ardenne để lấy Hartwich. Tức giận, ông đã thách Hartwich đấu súng tại công viên Hasenheide ở Berlin vào mùa thu năm 1886, và Hartwich đã chết do vết thương chí tử của mình. Sau khi bị bắt giữ và giam cầm 18 ngày ở thành trì Magdeburg, ông được thả tự do và không những thế, ông còn được Đức hoàng Wilhelm I. phong chức Thiếu tá trong Trung đoàn Long kỵ binh Hộ vệ số 24 (số 2 Đại Công quốc Hessen). Vào năm 1887, ông được phong cấp hàm Thiếu tá. Vào tháng 3 năm đó, ông ly hôn với vợ mình và được giữ quyền nuôi con. Ông đã trả 32.000 Reichsmark bồi thường ly dị cho vợ cũ của mình. Về sau, Plotho chú tâm vào các hoạt động từ thiện cho đến khi qua đời năm 1952 ở tuổi 99. Về phía Ardenne, ông cưới cô nhài (Soubrette) Julie Peters vào năm 1888.
Vụ Ardenne là cảm hứng cho tiểu thuyết Effi Briest của nhà văn Theodor Fontane. Con đường binh nghiệp của Ardenne tiếp tục vào năm 1893 ông được lên cấp hàm Thượng tá. Kể từ ngày 18 tháng 4 năm 1897 cho đến ngày 18 tháng 5 năm 1901, ông lãnh một chức Trung đoàn trưởng ở Darmstadt. Trước đó, ông được thăng quân hàm Đại tá vào năm 1895. Năm 1897, ông được lãnh nhiệm chức Lữ đoàn trưởng Lữ đoàn Kỵ binh số 9 và được thăng hàm Thiếu tướng. Năm 1901, ông được bổ nhiệm làm Thanh tra của Cục Thanh tra Kỵ binh 3 ở Münster (Westfalen). Đến năm 1902, ông được tướng von Hindenburg thăng cấp Trung tướng. Từ ngày 1 tháng 4 năm 1902 cho đến ngày 25 tháng 5 năm 1904, ông là Sư đoàn trưởng Sư đoàn số 7 tại Magdeburg. Sau đó, ông thoạt tiên xuất ngũ (zur Disposition, không còn phục vụ tại ngũ nhưng sẽ được triệu hồi khi có chiến tranh), nhưng về sau, do mâu thuẫn với Đức hoàng Wilhelm II trong một cuộc giám định về sức giật của pháo vào năm 1906, ông đã bị vị Hoàng đế này thải hồi hoàn toàn. Trong thời gian Chiến tranh thế giới thứ nhất, ông là bình luận viên báo Berliner Tageblatt. Ông đã thực hiện nhiều công trình nghiên cứu về lịch sử quân sự (trong đó có những tác phẩm ông cùng biên soạn với Hans Ferdinand Helmolt, Wilhelm von Voss và Rudolf von Caemmerer) và giảng dạy tại Học viện Quân sự Phổ.
Trong số những người bạn của von Ardenne có nhà tư bản công nghiệp Friedrich Alfred Krupp và họa sĩ Max Liebermann. Ngoài ra, ông còn là ông nội của nhà vật lý học Manfred von Ardenne. Sau khi từ trần vào tháng 5 năm 1919, ông được mai táng tại nghĩa trang Parkfriedhof Lichterfelde.

## Tặng thưởng
- Huân chương Đại bàng Đỏn, hạng II đính kèm Ngôi sao và Bó sồi
- Huân chương Vương miện, hạng I
- Hiệp sĩ Huân chương Quân sự Max Joseph
- Huân chương Thập tự Sắt (1870), hạng II
- Hiệp sĩ Huân chương Leopold của Bỉ kèm theo Thanh gươm
- Sĩ quan Huân chương Hiệp sĩ Thánh Mauritius và Lazarus
- Đại Thập tự Huân chương Vương miện của Ý
- Hiệp sĩ Hục Nhật chương của Nhật Bản, hạng I
- Huân chương Quân công của Đại Công quốc Hessen, hạng II
- Huân chương Chiến công của Tây Ban Nha
- Huân chương Chiến công của Württemberg
- Huân chương Chiến công của România
- Huân chương Thánh Stanislaus của Nga, hạng II
- Huân chương Thánh Anna của Nga, hạng II

## Một số tác phẩm
- Geschichte des Zieten’schen Husaren-Regiments. Berlin 1874.
- Bergische Lanziers, Westfälische Husaren Nr. 11. Berlin 1877.
- Unsere Maschinengewerbe, ihre Entwicklung und Verordnung. Leipzig 1915.
- Unser Train. Seine Bedeutung und seine Aufgaben. Leipzig 1915.
- Der deutsch-französische Krieg 1870/71. Berlin 1916.
- Kämpfe nach der Winterschlacht an den masurischen Seen. Deutsche Armeen in Westgalizien und den Karpathen. Berlin 1916.
- Die deutsche Ostfront 1917 bis zum Angriff auf Riga. Berlin 1919.
- Die Kämpfe im Westen. Die Winterschlacht in der Champagne. Die französisch-englische Sommer-Offensive 1915. Berlin 1919.
- Das Heer und die Offiziere. Berlin 1919.